# José Mariano Irigoyen Muñozcano
José Mariano Irigoyen Muñozcano (Oaxaca de Juárez, México, 25 de junio de 1771 - después de 1843), fue un clérigo de la iglesia católica.
Sacerdote diocesano, chantre de la iglesia oaxaqueña y Gobernador de la Sagrada Mitra, fue preconizado obispo de Abdera el 22 de julio de 1824 (1842, en otras fuentes)  y trasladado a dicha sede en 1843.